# Euvrilletta occidentalis
Euvrilletta occidentalis är en skalbaggsart som först beskrevs av Henry Clinton Fall 1905.  Euvrilletta occidentalis ingår i släktet Euvrilletta och familjen trägnagare. Inga underarter finns listade i Catalogue of Life.